# Henryk Szlajfer
Henryk Szlajfer, né le 7 novembre 1947 à Wrocław, est un économiste et politologue polonais d’origine juive, professeur de l’Université de Varsovie, dans les années 1993-2008.

## Biographie
En 1968, Szlajfer avec Adam Michnik est expulsé de l’université pour leur activité d’opposition. Le 8 mars 1968, un rassemblement politique pour leur défense a lieu qui déclenche les protestations massives des étudiants appelées « les événements de mars ». Szlajfer est condamné à deux ans de prison.
Il est rédacteur en chef de la revue trimestrielle Sprawy Międzynarodowe depuis 1992 et de sa version anglaise The Polish Quarterly of International Affairs, et aussi membre de la rédaction de la revue semestrielle Studia Polityczne. Dans les années 1990 il est membre du comité de rédaction du Journal of Latin American Studies (Cambridge University Press).